# Polyptychus philippiensis
Polyptychus philippiensis är en fjärilsart som beskrevs av Rothschild och Jordan 1903. Polyptychus philippiensis ingår i släktet Polyptychus och familjen svärmare. Inga underarter finns listade i Catalogue of Life.